# اقتصاد فلسطين الانتدابية
يشير اقتصاد فلسطين الانتدابية إلى الاقتصاد والاستثمار المالي إبان الانتداب البريطاني على فلسطين بين عامي 1920 و 1948.
بين عامي 1922 و 1947، بلغ معدل النمو السنوي للقطاع اليهودي للاقتصاد 13.2٪، ناشئ أساسًا عن الهجرة ورأس المال الأجنبي، بينما كان معدل النمو العربي 6.5٪. بالنسبة للفرد، كانت هذه الأرقام 4.8٪ و 3.6٪ على التوالي. بحلول عام 1936، كان القطاع العربي يكسب 2.6 ضعف ما يكسبه اليهود. وبالمقارنة بالدول العربية، فقد كسب الأفراد العرب الفلسطينيون أكثر قليلاً.
أكبر منطقة صناعية في البلاد كانت في حيفا، حيث تم بناء العديد من المشاريع السكنية للموظفين. كانت حيفا موقعًا لـمصفاة نفط حيفا، أُنشئت في ثلاثينيات القرن الماضي، ونقطة نهاية خط أنابيب كركوك-حيفا، ناقل النفط من مملكة العراق.
تأسست شركة كهرباء يافا في عام 1923 على يد بنحاس روتنبرغ، وتم استيعابها لاحقًا في شركة كهرباء فلسطين المُنشأة حديثًا. تأسست الخطوط الجوية الفلسطينية في 1934، ومخابز أنجيل في 1927، وألبان تنوفا في 1926. تدفق التيار الكهربائي بشكل أساسي إلى الصناعة اليهودية، مُتبعاً مواقعها المُحتشدة في تل أبيب وحيفا. رغم أن تل الربيع كان لديها عدد أكبر بكثير من الورش والمصانع، إلا أن الطلب على الطاقة الكهربائية للصناعة كان متماثلًا تقريبًا في كلا المدينتين بحلول أوائل الثلاثينيات.

## النمو الاقتصادي
بين عامي 1922 و 1947، بلغ معدل النمو السنوي للقطاع اليهودي للاقتصاد 13.2٪، ناشئ أساسًا عن الهجرة ورأس المال الأجنبي، بينما كان معدل النمو العربي 6.5٪. بالنسبة للفرد، كانت هذه الأرقام 4.8٪ و3.6٪ على التوالي. بحلول عام 1936، كان القطاع اليهودي يكسب 2.6 ضعف ما يكسبه العرب. وبالمقارنة بالدول العربية، فقد كسب الأفراد العرب الفلسطينيون أكثر قليلاً.
على مقياس مؤشر التنمية البشرية للأمم المتحدة المصمم لحوالي عام 1939، من بين 36 دولة، احتل اليهود الفلسطينيون المرتبة 15، والفلسطينيون العرب المرتبة 30، ومصر المرتبة 33، وتركيا المرتبة 35. كان اليهود في فلسطين في الغالب من أهل الحضر، 76.2٪ في عام 1942، بينما كان العرب في الأغلب ريفيون، 68.3٪ في عام 1942. إجمالاً، توصل الخالدي إلى أن المجتمع العربي الفلسطيني، رغم التفوق عليه من قبل اليشوف، لكنه كان متقدمًا مثل أي مجتمع عربي آخر في المنطقة وأكثر إلى حد كبير من البعض.

## الطاقة

### النفط
أكبر منطقة صناعية في البلاد كانت في حيفا، حيث تم بناء العديد من المشاريع السكنية للموظفين. كانت حيفا موقعًا لمصفاة نفط حيفا، أُنشئت في ثلاثينيات القرن الماضي، ونقطة نهاية خط أنابيب كركوك-حيفا، ناقل النفط من مملكة العراق.

### الكهرباء
تأسست شركة كهرباء يافا في عام 1923 على يد بنحاس روتنبرغ، وتم استيعابها لاحقًا في شركة كهرباء فلسطينيةالمُنشأة حديثًا. تدفق التيار الكهربائي بشكل أساسي إلى الصناعة اليهودية، مُتبعاً مواقعها المُحتشدة في تل أبيب وحيفا. ورغم أن تل أبيب كان لديها عدد أكبر بكثير من الورش والمصانع، إلا أن الطلب على الطاقة الكهربائية للصناعة كان متماثلًا تقريبًا في كلا المدينتين بحلول أوائل الثلاثينيات.

## المواصلات

### النقل الجوي

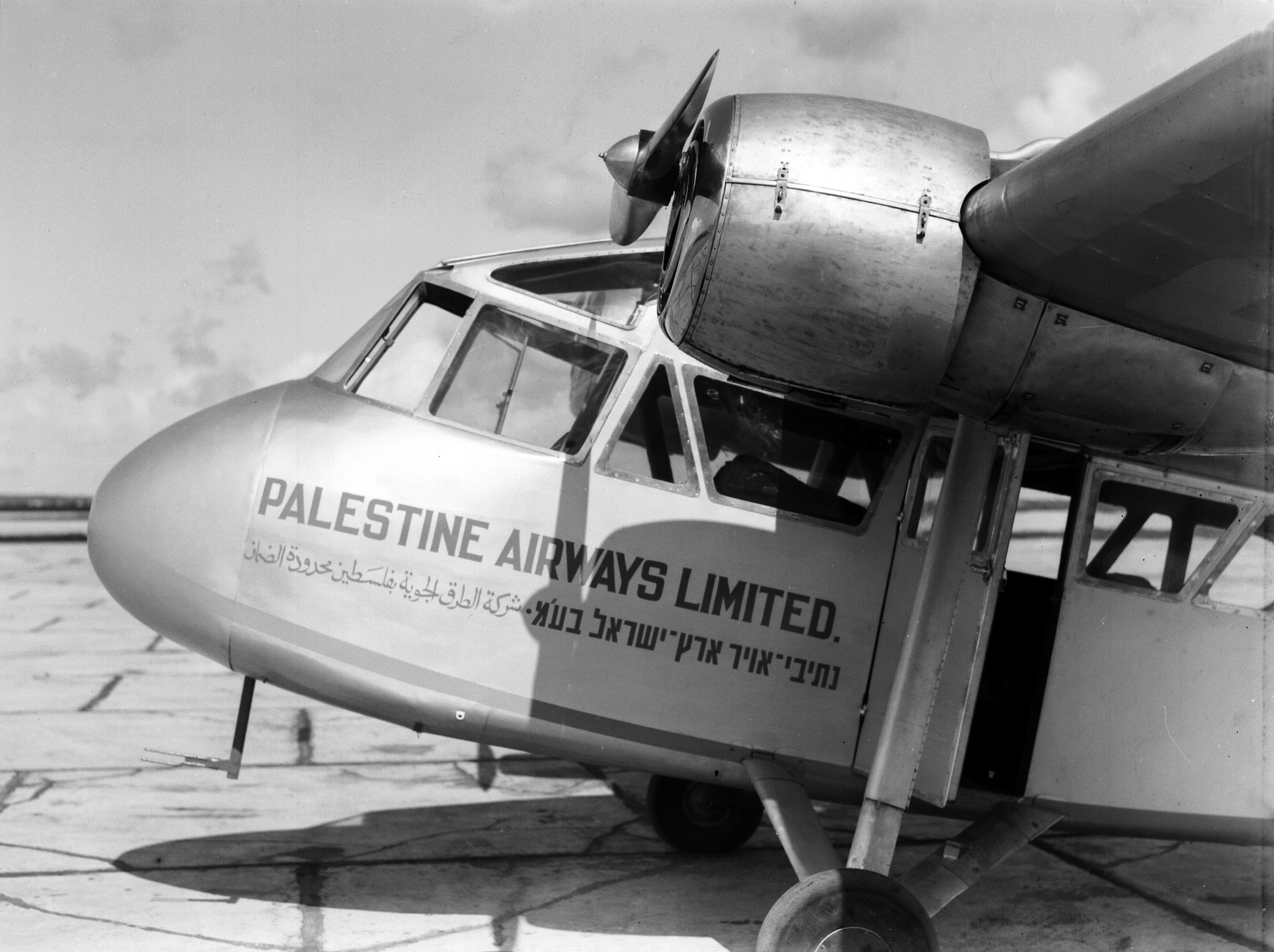
طائرة الخطوط الجوية الفلسطينية، 1934

الخطوط الجوية الفلسطينية (أيضًا: النقل الجوي الفلسطيني) هي شركة طيران أُسست على يد الصهيوني بنحاس روتنبرغ في فلسطين البريطانية، بالاشتراك مع الهستدروت والوكالة اليهودية. في عام 1937، تم الاستيلاء على شركة الخطوط الجوية من قبل وزارة الطيران التابعة للحكومة البريطانية، بنية إعادتها في النهاية إلى أيادي خاصة.
عملت من يوليو 1937 حتى أغسطس 1940، تحت رعاية شركة الخطوط الجوية الإمبراطوريةالبريطانية.

### الشحن
حتى بداية القرن العشرين، كانت عكا الميناء الرئيسي للمنطقة. ومع ذلك، أصبح الميناء في النهاية مسدودًا بالطمي، ولم يكن قادرًا على استيعاب السفن الكبيرة. أول من أدرك الإمكانيات الهائلة لميناء في حيفا، كان هو تيودور هرتزل، والد الصهيونية السياسية، والذي كتب في عام 1902 وصفًا نبوئيًا للمدينة في كتابه الأرض الجديدة القديمة. بدأ بناء الميناء في عام 1922، وافتُتِح رسميًا في 31 أكتوبر 1933 من قبل الجنرال السير آرثر واشوب، المفوض السامي البريطاني لفلسطين. سمح الميناء لحيفا بالازدهار، وفي عام 1936 ، كان عدد سكان المدينة أكثر من 100000 نسمة. كان الميناء بوابة لآلاف المهاجرين بعد الحرب العالمية الثانية. كان الميناء مسرحًا لكارثةباتريا عام 1940، والتي راح ضحيتها 267 شخصًا.